# 大格里姆斯比
大格里姆斯比（英語：Great Grimsby），英國國會一自治市選區，位於英格蘭約克郡-亨伯東北林肯郡北部，包括八個地方選區。
本區創設於1295年，1832年前應選兩席。1918至1983年間稱為格里姆斯比。自1945年以來一直支持工黨。2010年大選自1977年起任當區議員奧斯丁·米切爾以32.7%選票、714票之微為工黨保住了議席。